# Athysanella magdalena
Athysanella magdalena är en insektsart som beskrevs av Baker 1898. Athysanella magdalena ingår i släktet Athysanella och familjen dvärgstritar. Inga underarter finns listade i Catalogue of Life.